# Václav Rubeš (fotbalista)
Václav Rubeš (8. listopadu 1905 Vysoký Chlumec – 11. května 1941 Praha) byl český fotbalový útočník.

## Hráčská kariéra
V československé lize hrál za AFK Vršovice/Bohemians ve 26 utkáních, v nichž dal dvanáct branek. V roce 1927 se s AFK Vršovice účastnil turné po Austrálii, kde byl tým uváděn jako Bohemians a po němž klub u tohoto názvu zůstal.

### Prvoligová bilance
| Ročník             | Zápasy | Góly | Minuty | Klub                   |
| ------------------ | ------ | ---- | ------ | ---------------------- |
| I. liga 1925/26    | 5      | 3    | –      | AFK Vršovice           |
| I. liga 1927       | 6      | 2    | 540    | AFK Vršovice/Bohemians |
| I. liga 1927/28    | 3      | 1    | –      | AFK Bohemians          |
| I. liga 1928/29    | 2      | 0    | 180    | AFK Bohemians          |
| I. liga 1931/32    | 1      | 0    | 90     | AFK Bohemians          |
| I. liga 1932/33    | 9      | 6    | –      | AFK Bohemians          |
| CELKEM I. ČS. LIGA | 26     | 12   | –      |                        |

## Osobní život
Žil v pražských Vršovicích, byl svobodný. Pracoval jako úředník pasového oddělení pražského policejního ředitelství, byl vrchním kancelářským oficiálem.
Zemřel v Praze ve vinohradské nemocnici na zánět středního ucha a zánět mozkových blan.